# Districte de Metz-Ville
El districte de Metz-Ville (francès arrondissement de Metz-Ville) era una divisió administrativa francesa del departament del Mosel·la. Comptava amb 4 cantons i 1 municipi. El cap era la prefectura de Metz. Des de l'1 de gener de 2015 va fusionar amb
el districte de Metz-Campagne i conformen el districte de Metz.

## Cantons
- cantó de Metz-Ville-1
- cantó de Metz-Ville-2
- cantó de Metz-Ville-3
- cantó de Metz-Ville-4